# カルマ・ツェプテン
カルマ・ツェプテン（チベット語:སྐར་མ་ཚེ་བརྟན།  , ワイリー式:skar ma tshe brtan,中国語:嘎玛泽登,1967年12月-)
は、中華人民共和国の官僚・政治家。チベット自治区チャムド専区ジョムダ県出身。チベット族、公共管理修士、中国共産党員。
現職はチベット自治区人民政府主席、中国共産党チベット自治区委員会副書記、中国共産党第20期中央委員会候補委員。

## 経歴
1986年～1990年、中央民族学院民族学部で民族理論・民族政策を専攻。
卒業後はナクチュ地区党委員会の幹部として働く。
その後はニマ県党委員会副書記・県長、ナクチュ県党委員会副書記・県長、ナクチュ地区行政公署秘書長、ナクチュ地区地区副専員、チベット自治区人民政府副秘書長、自治区民政庁党組書記等を歴任。
この間、チベット自治区党校や、中央党校で幹部向け研修を受ける。2008年には四川大学公共管理学院にて公共管理を専攻、修士号取得。
2021年10月よりチベット自治区党委員会常務委員。同年12月には自治区党委員会統一戦線工作部部長となる。
2022年1月に中国人民政治協商会議チベット自治区委員会副主席・党組副書記となる。
2024年5月よりチベット自治区人民政府常務副主席となる。
同年10月、チベット自治区党委員会副書記、自治区人民政府党組書記の後、11月に自治区政府主席代行となる。
2025年1月22日より正式にチベット自治区人民政府主席となる。